# Kamienica Królewska
Kamienica Królewska (dodatkowa nazwa w j. kaszub. Kamińca Królewskô) – wieś w Polsce, położona w województwie pomorskim, w powiecie kartuskim, w gminie Sierakowice.
Jest to duża kaszubska wieś letniskowa, leżąca na Pojezierzu Kaszubskim, na obszarze Kaszubskiego Parku Krajobrazowego, pomiędzy jeziorami Kamienickim i Junnem, na trasie dawnej linii kolejowej z Kartuz do Lęborka.
Wieś jest siedzibą sołectwa Kamienica Królewska, w którego skład wchodzą również Kamienicki Młyn, Ciechomie, Nowalczysko, Koryto i Kukówka. W kierunku wschodnim od Kamienicy Królewskiej w kompleksie Lasów Mirachowskich znajdują się rezerwaty przyrody Kurze Grzędy, Jezioro Turzycowe, Jezioro Lubogoszcz, Szczelina Lechicka i Żurawie Błota. Przez Kamienicę Królewską prowadzi turystyczny Szlak Kaszubski. Miejscowość jest połączona nową drogą powiatową (nr 1431G) z Niepoczołowicami, stanowiącą jedyne i pierwsze w historii połączenie szosą asfaltową obszaru gmin Sierakowice i Linia (projekt był współfinansowany przez Unię Europejską z funduszu EFRR). Znajduje się tu również placówka Ochotniczej Straży Pożarnej, poczta, kwatery agroturystyczne, pensjonaty i liczne domki letniskowe. Na północny wschód od Kamienicy wznosi się wzgórze „Zamkowa Góra” (o wysokości 229 m n.p.m.) z pozostałościami starego grodziska, do którego nawiązują lokalne kaszubskie legendy. Na tym wzgórzu ustawiono taras widokowy, z którego rozciąga się piękny widok na sześć jezior – Junno, Kamienickie, Białe, Czarne, Odnoga i Potęgowskie. Rozpoczyna się tu również szlak wodny spływów kajakowych rzeką Bukowiną.
Znajduje się tutaj składnica Agencji Rezerw Materiałowych.

## Integralne części wsi
| SIMC    | Nazwa       | Rodzaj                 |
| ------- | ----------- | ---------------------- |
| 0170966 | Ciechomie   | część wsi (przed 2023) |
| 0170972 | Kokwino     | część wsi (do 2023 r.) |
| 0170989 | Koryto      | część wsi              |
| 0170995 | Nowalczysko | część wsi (do 2023 r.) |

## Historia miejscowości
Pierwsze wzmianki o miejscowości pochodzą z 1368 roku, po zdobyciu Pomorza Gdańskiego przez Krzyżaków pod administracją zakonną. W latach 1455–1772 w powiecie mirachowskim. Od 1920 r. wieś znajdowała się ponownie w granicach Polski (powiat kartuski). Przed 1920 r. obowiązującą nazwą niemieckiej administracji dla Kamienicy Królewskiej była Kaminitza. Podczas okupacji niemieckiej nazwa Kaminitza w 1942 roku została przez nazistowskich propagandystów niemieckich (w ramach szerokiej akcji odkaszubiania i odpolszczania nazw niemieckiego lebensraumu) zweryfikowana jako zbyt kaszubska i przemianowana na nowo wymyśloną i bardziej niemiecką – Kamstein. Podczas II wojny światowej okolice Kamienicy Królewskiej były miejscem aktywnych działań Gryfa Pomorskiego (obelisk poświęcony żołnierzom Gryfa Pomorskiego znajduje się przy przejeździe kolejowo-drogowym). W okresie PRL-u miejscowość była popularnym letniskiem opozycji z czasów komunistycznych.
Wieś królewska w starostwie mirachowskim w województwie pomorskim w II połowie XVI wieku. W latach 1954–1961 wieś należała i była siedzibą władz gromady Kamienica Królewska, po jej zniesieniu w gromadzie Sierakowice. W latach 1975–1998 miejscowość administracyjnie należała do województwa gdańskiego.

## Ludzie związani z Kamienicą Królewską
- Władysław Jeliński